# Zuppa alla modenese
La zuppa alla modenese o zuppa di spinaci alla modenese è una ricetta tradizionale tipica della cucina modenese.
La zuppa è preparata con brodo, spinaci, 
burro, sale, uova, Parmigiano Reggiano, noce moscata e crostini di pane.

## Preparazione
Gli spinaci vengono lessati in acqua salata bollente, strizzati e passati al setaccio, quindi ripassati in padella nel burro fuso. Dopo averli fatti raffreddare, gli spinaci vengono amalgamati con le uova fresche, il formaggio Parmigiano-Reggiano grattugiato e un pizzico di noce moscata. La purea viene infine cotta nel brodo, finché le uova coagulano in una crosta molle. La minestra viene quindi impiattata con l'aggiunta di crostini di pane, precedentemente fritti nel burro oppure tostati.
Una variante della ricetta prevede l'uso del riso al posto dei crostini.